# George W. Smith House
Das George W. Smith House ist ein Wohnhaus in Oak Park, einem westlichen Vorort von Chicago, Illinois in den Vereinigten Staaten, das von dem US-amerikanischen Architekten Frank Lloyd Wright im Jahre 1895 entworfen wurde. Es war 1898 errichtet wurden und von einem Kaufmann der Marshall Field Company bewohnt worden. Die Designelemente wurden auch eingesetzt, als Wright ein Jahrzehnt später in Oak Park den Unity Temple entwarf. Das Haus ist als Contributing Property des Ridgeland-Oak Park Historic Districts verzeichnet und mit diesem in das National Register of Historic Places im Dezember 1983 eingetragen worden.

## Geschichte
Das George W. Smith House wurde 1895 durch den Architekten Frank Lloyd Wright für Charles E. Roberts entworfen. Es war eines aus einer Serie von preisgünstigen Häusern, die Wright für Roberts entwarf, aber die nicht zum Zeitpunkt ihres Entwurfes realisiert wurden. Der schließliche Besitzer und Namensgeber des Hauses, George W. Smith, war ein Geschäftsmann für die Chicagoer Firma Marshall Field & Company.

## Architektur

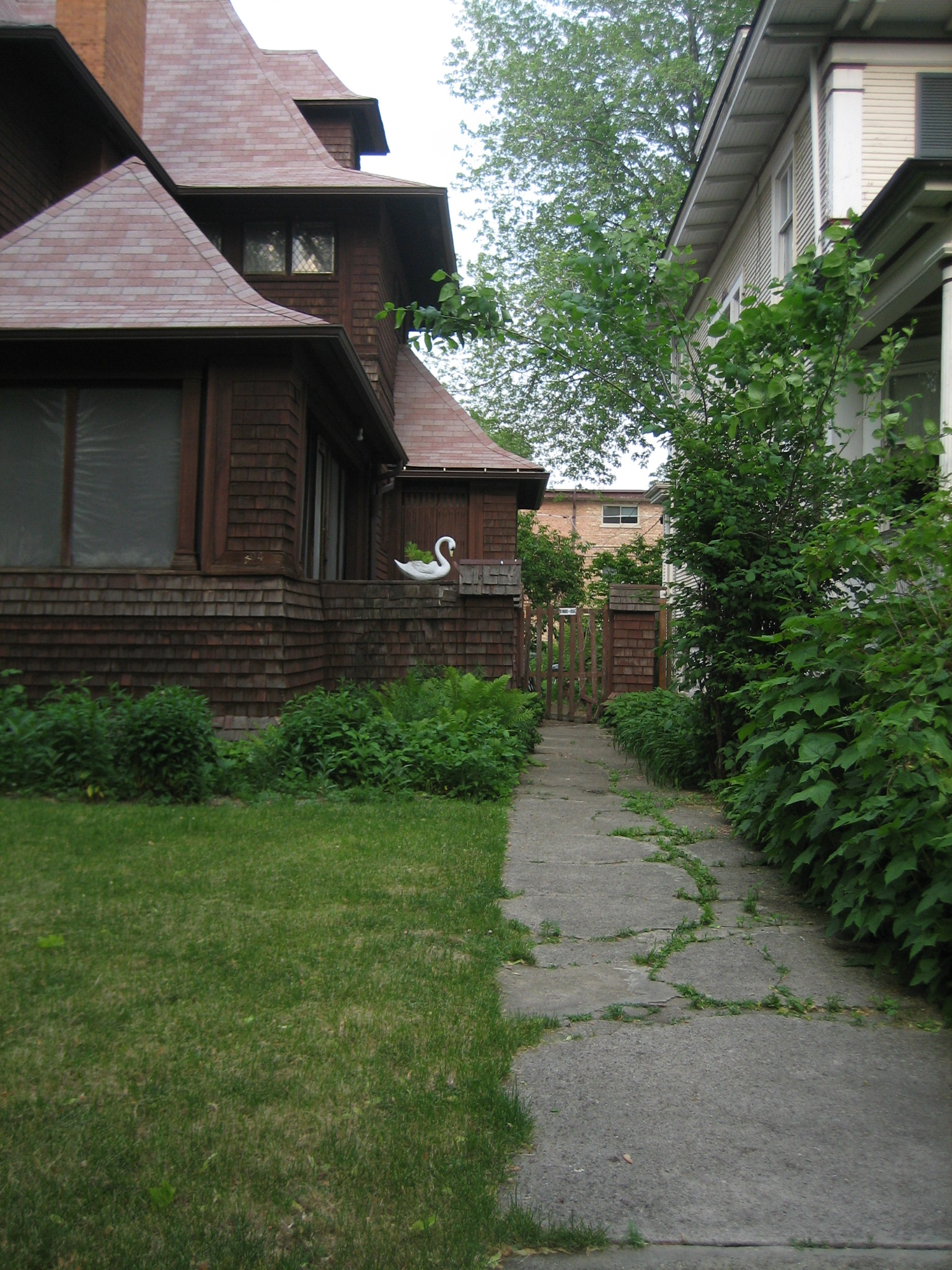
Die waagrechten Schindelreihen setzen sich über die Ecken hinweg deutlich erkennbar fort.

Das Haus ist im „Schindelstil“' (englisch: shingle style), einer Variante des Queen Anne Styles ausgeführt und geht der vollen Entwicklung von Wrights früher Prairie-Style-Architektur voraus. Das am meisten ins Auge fallende Merkmal des Smith-Hauses ist die abgewinkelte Knickstelle der Dachverkleidung. Die Details des Hauses würden wahrscheinlich angemessener für ein verputztes Haus, als für eine schindelverkleidete Fassade sein. Es gibt keinerlei frühe Fotografien des Gebäudes, um festzustellen, ob die Außenfassade jemals geändert wurde. Wand und zierende Pfeiler bilden durch ihre Fortsetzung über die Ecken hinweg eine gefaltete Fläche. Wright verwendete denselben Effekt zehn Jahre später, als der den Unity Temple entwarf, dessen Gemeindemitglied George W. Smith war.
Das Smith House ist ähnlich dem Harry Goodrich House, trotz des hochgezogenen Daches mit dem doppelten First. Das Goodrich House, ein Entwurf Wrights aus dem Jahre 1896, könnte ebenso eines der unrealisierten Häuser gewesen sein. die Wright für Roberts gezeichnet hatte. Die Schindeln stehen im Gegensatz zu dem Stil, den Frank Lloyd Wright sonst zu dem Zeitpunkt verwendete, zu welchem das Haus 1898 gebaut wurde. In dieser Periode begann er, waagrechte Tafeln mit Dachlatten einzusetzen, welche die lineare, waagrechte Wirkung seiner späteren Arbeit erzielte. Das Design für das George W. Smith House ist klar ein Beispiel aus Wrights früher Periode.
Dem Haus fehlen auch Ecktafeln, die es der Schindelhülle ermöglicht, sich kontinuierlich um die Seiten zu legen, sowie Walmdach-Dachgauben, beides Elemente, die typisch für den shingle style sind. Wrights frühe Versuche mit den Elementen, die später zu Erkennungszeichen des Prairie Styles wurden, sind ebenfalls am Smith House erkennbar. Der breite, flache Schornstein, der die Vorderfront dominiert, wie auch die minimalistischen waagrechten Randleisten sind beides offensichtliche Elemente des Hauses, die eigentlich beim Prairie Style vorhanden sind.

## Bedeutung
Das Haus ist ein frühes Beispiel des Werkes Frank Lloyd Wrights. Es ist ein Bestandteil des Ridgeland-Oak Park Historic District und wurde am 8. Dezember 1983 in das National Register of Historic Places eingeschrieben. Das Haus ist eines von zwei Frank Lloyd Wrights Entwürfen innerhalb des Ridgeland-Oak Park Historic Districts – das andere Gebäude ist der Unity Temple –, ist jedoch das einzige Beispiel eines Wohnhausentwurfes Wrights innerhalb dieses Bereiches. Diesem Historic District fehlt es überhaupt an Beispielen des vollentwickelten Prairie Styles Wrights, der in Hülle und Fülle im nahegelegenen Frank Lloyd Wright-Prairie School of Architecture Historic District vorhanden ist.